# Seleukeia-Ktesiphon

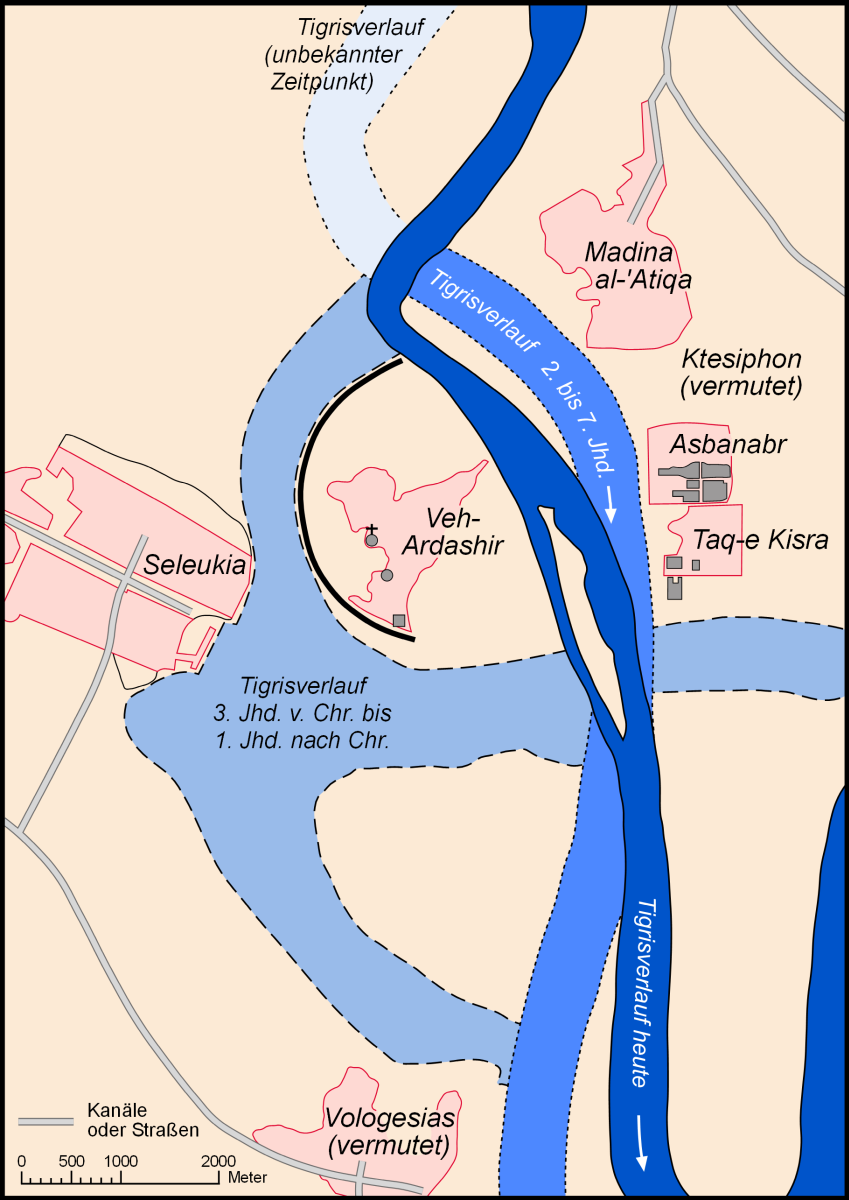
Archäologische Karte von Seleukeia-Ktesiphon

Seleukeia-Ktesiphon (arabisch المدائن, DMG al-Madāʾin ‚die Städte‘; in aramäischen und hebräischen Quellen Mahuza (Māḥōzē) mit gleicher Bedeutung) war eine Doppelstadt in Mesopotamien, die aus den zusammenwachsenden Städten Seleukeia am Tigris (heute Tell ʿUmar) und Ktesiphon (mittelpersisch Tēsifōn, manichäisches parthisch tyspwn, neupersisch طیسفون Tīsfūn) gebildet wurde. Mit der Zeit lagerten sich weitere Stadtteile wie etwa Veh-Ardaschir (Weh-Ardašīr, griechisch auch Seleukeia) an.
Die Stadt bestand etwa vom 4. Jahrhundert v. Chr. bis in das 8. Jahrhundert n. Chr. Die Doppelmetropole war bereits unter den Seleukiden bedeutend, bevor sie anschließend eine der Hauptresidenzen der Arsakiden (Partherreich) und der Sassaniden wurde. In der Spätantike war sie das Zentrum des ostsyrischen oder chaldäischen Christentums, aus dem die Assyrische Kirche des Ostens hervorgegangen ist. Die Überreste von Seleukeia-Ktesiphon befinden sich ca. 30 km südöstlich der heutigen irakischen Hauptstadt Bagdad.

## Geschichte

### Seleukeia

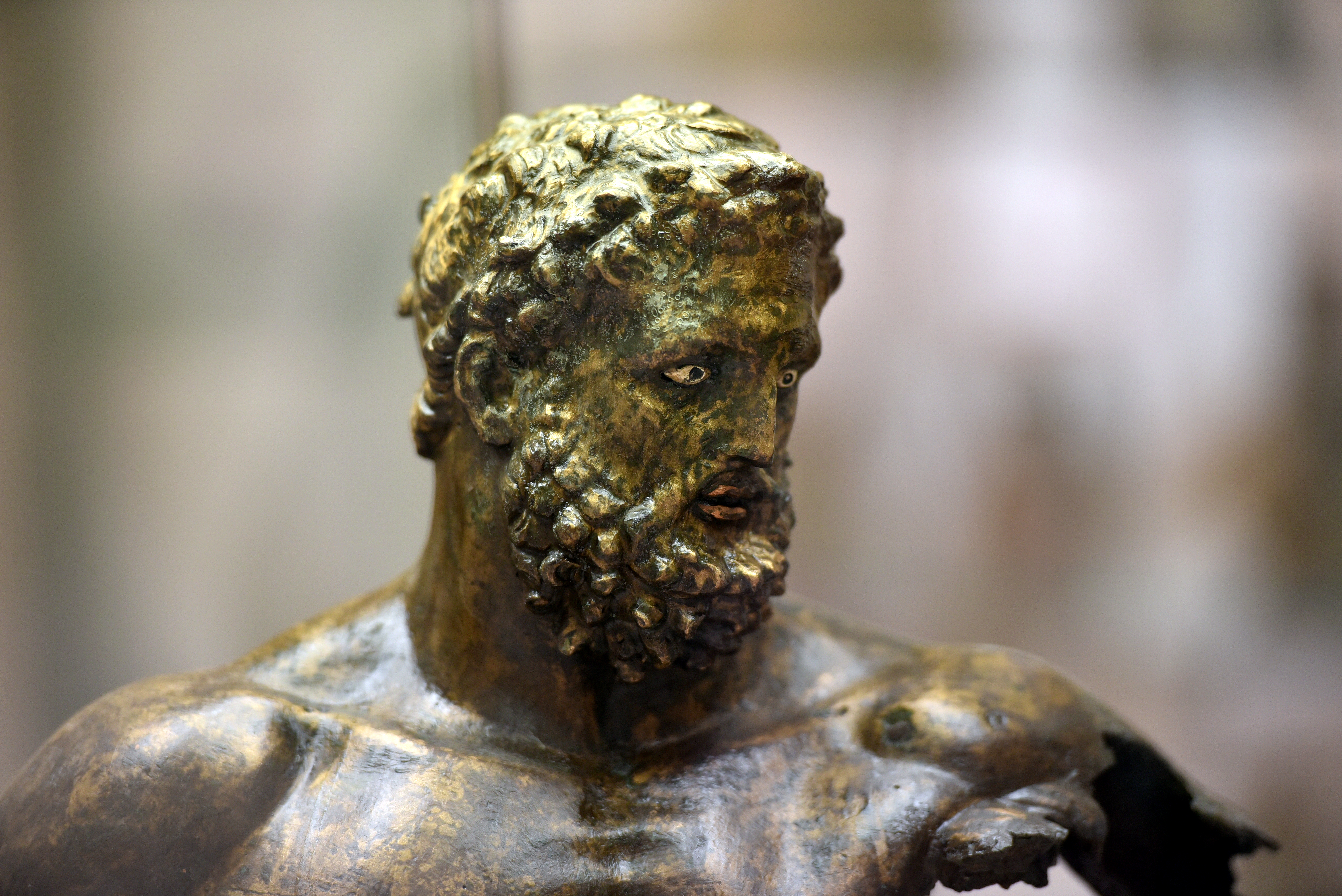
Die Statue des Herakles aus Seleukeia wurde 151 erbeutet und aufgestellt.

Seleukeia am Tigris (altgriechisch Σελεύκεια), am rechten Ufer des Flusses Tigris gelegen, wurde um 305 v. Chr. von Seleukos I. nahe der alten Stadt Opis gegründet und – neben Antiochia am Orontes – zu einer der Hauptresidenzen des Seleukidenreiches erhoben. In der Neugründung wurden Griechen und Makedonen angesiedelt; in den ersten Jahrzehnten blieb das Bürgerrecht der Stadt weitgehend auf diese beschränkt. Im 2. Jahrhundert v. Chr. geriet der Ort unter parthische Herrschaft. Die Stadt wird unter anderem von Tacitus (Annalen, 6, 42) und Plinius dem Älteren beschrieben. Tacitus bemerkte vor allem, dass Seleukeia eine mächtige, mit Mauern geschützte griechische Stadt sei. 300 Bürger der Stadt bildeten einen Rat (boulḗ) griechischen Typs (siehe Polis), dem eine Volksversammlung (ekklēsía) gegenüberstand; hinzu kamen jährlich wechselnde Beamte.
Dies änderte sich zunächst auch nach der parthischen Eroberung nicht. Die Stadt blieb weitgehend griechisch geprägt und blühte aufgrund der günstigen Lage noch weiter auf. Die Bevölkerung soll in die Hunderttausende gegangen sein, wobei dort neben Griechen und Makedonen bald vor allem Juden und Syrer lebten, später auch zunehmend Iraner. Plinius bezifferte die Einwohnerzahl auf 600.000 (Plin. hist. nat. 6,122), was als plausibel gilt; spätere Autoren sprechen noch von etwa 400.000 Einwohnern (Eutropius 8,10; Orosius 7,15,3). Es kam aber auch immer wieder zu Unruhen, besonders nachdem die arsakidischen Partherkönige, die nicht in Seleukeia, sondern in Ktesiphon residierten, in der Nachbarschaft von Seleukeia Vologesias gegründet hatten und förderten. König Artabanos II. griff dann 38 n. Chr. offenbar erheblich in die Selbstverwaltung der Stadt ein, nachdem Seleukeia seinen Rivalen Tiridates III. unterstützt hatte (siehe unten), auch wenn die Polis nominell ihre Autonomie behielt. Im späteren 1. Jahrhundert n. Chr. verlor die Stadt dann offenbar zusehends ihren griechischen Charakter und wandelte sich zu einer weitgehend parthischen Stadt. Seleukeia war unter anderem der Geburtsort des Diogenes von Babylon und des Seleukos von Seleukeia.
Im Herbst 165 n. Chr. wurde Seleukeia von römischen Truppen unter dem Kommando des Avidius Cassius gestürmt und geplündert, was das definitive Ende für das einstige Zentrum des Hellenismus in Mesopotamien bedeutete. Septimius Severus fand auf seinem Partherfeldzug gut 30 Jahre später die Reste der Stadt praktisch unverteidigt vor; dennoch wurden in der Stadt noch zur Zeit Vologaeses’ VI. (V.) Münzen geprägt. Der Schwerpunkt verlagerte sich nun aber endgültig auf das andere Flussufer nach Ktesiphon.

### Ktesiphon
Die Herkunft des rein griechischen Namens Ktesiphon (Κτησιφῶν) ist unklar, es ist eigentlich ein Personenname, aber eventuell eine Verballhornung eines lokalen Toponyms. Der Ort befand sich ca. 35 km südöstlich vom heutigen Bagdad am linken Ufer des Tigris, direkt gegenüber von Seleukeia (siehe oben). Er lag an einer wichtigen Handelsroute. Die Arsakiden erhoben Ktesiphon, welches bereits seit der Zeit der Seleukiden bekannt war, wohl schon im 2. Jahrhundert v. Chr. als Gegenstück zur griechischen Polis Seleukeia zu ihrer Winterresidenz. Schließlich befestigten sie es, auch wenn Seleukeia zunächst weiterhin eine wichtige Rolle spielte. Nach Ammianus Marcellinus (23, 6, 23) soll dies unter Vardanes (38 bis ca. 45 n. Chr.) geschehen sein. Allerdings bezeichnet Tacitus (Annalen, 6, 44) die Stadt bereits als Residenz von Tiridates III. (ein parthischer Usurpator, der im Jahr 36 zeitweise Mesopotamien besetzte).
Die Stadt (man müsste genauer sagen: Städte, da es sich um ein Konglomerat von diversen Orten handelte) erblühte unter den Sassaniden, die Seleukeia-Ktesiphon ab 226 ebenfalls als Hauptstadt nutzten (Istachr und andere Orte wurden mitunter im Sommer genutzt, wenn das Klima in Seleukeia-Ktesiphon zu unangenehm wurde, doch blieb Seleukeia-Ktesiphon Hauptresidenz). Die Sassaniden vergrößerten Ktesiphon zu einer wahrhaftigen Großstadt, die schließlich vielleicht bis zu 500.000 Einwohner hatte. Sie wurde 283 von den Römern erobert und wiederholt belagert (zuletzt 591), konnte von ihnen aber nie gehalten werden. Der letzte (ost-)römische Vorstoß Richtung Ktesiphon wurde von Kaiser Herakleios im Jahr 628 durchgeführt.
Nach der persischen Niederlage in der Schlacht von al-Qādisīya (siehe Islamische Expansion) wurde die Stadt (wohl 638) von den Arabern erobert und teilweise zerstört, war jedoch in umayyadischer Zeit neben der islamischen Neugründung Kufa ein Zentrum der Schia. Der islamische Gouverneur Seleukeia-Ktesiphons, Salmān al-Fārisī, ist eine bedeutende Figur der islamischen Gnosis. Seit der Gründung Bagdads 762 verfiel Seleukeia-Ktesiphon dann aber rasch.
Seleukeia-Ktesiphon war unter den Sassaniden auch Zentrum der christlichen Kirche Persiens (Assyrische Kirche des Ostens). Spätestens 410 führte der Bischof als Großmetropolit der Kirche Persiens den Titel Katholikos. Ihm waren alle Metropoliten Mesopotamiens sowie alle Kirchen des Ostens (Persien, Indien, später auch Zentralasien und China) untergeordnet. Im späten 8. Jahrhundert wurde auch der Sitz des Katholikos nach Bagdad verlegt.

## Ausgrabungen

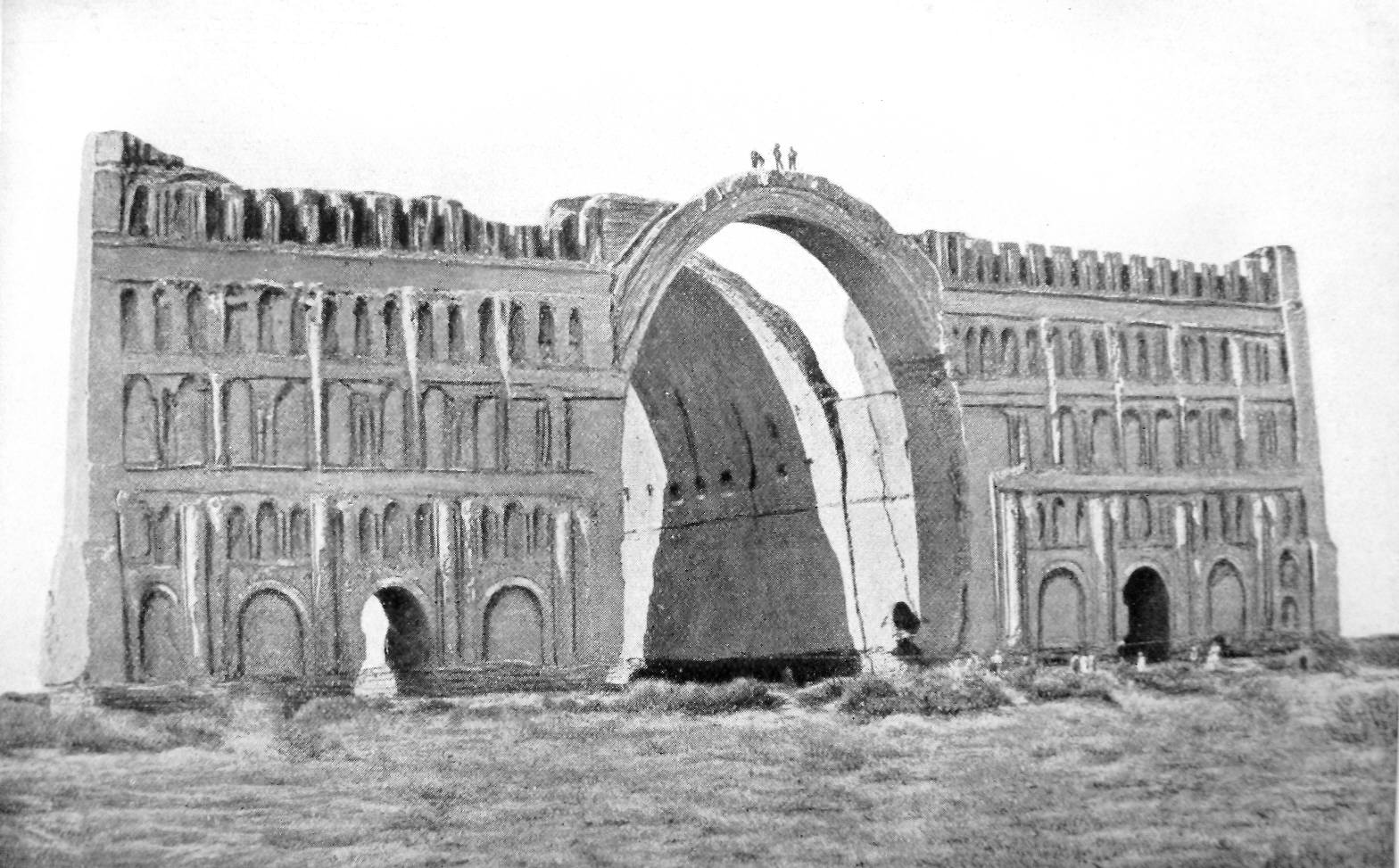
Ruine des Taq-e Kisra in Ktesiphon im Jahr 1864

Angeblich aus Tell ʿUmar stammt eine kassitische Tontafel mit einem Rezept für Bleiglasur, die sich heute im Britischen Museum befindet. Der Text der Tontafel ist in das erste Regierungsjahr von Gulkišar datiert, Landsberger hält ihn jedoch für eine kassitische Fälschung.
Der Ort der antiken Stadt ist nur ungenügend archäologisch erschlossen. Während des Ersten Weltkrieges wurden die Ruinen bei Kämpfen zwischen Truppen des Osmanischen Reiches und britischen Truppen weiter schwer beschädigt. Grabungen fanden in Seleukeia 1927–1932 und 1936–1937 durch die University of Michigan statt, wobei vor allem eine große Insula untersucht worden ist. In diesem Häuserblock fanden sich teilweise sehr reich ausgestattete Wohneinheiten. Es konnten vier Schichten (von ca. 300 v. Chr. bis 200 n. Chr.) unterschieden werden. Die Ausgrabungsergebnisse sind in mehreren Bänden vorgelegt worden, Funde sind im Kelsey Museum der University of Michigan ausgestellt. Von 1964 bis 1989 grub hier auch eine italienische Mission der Universität Turin. Sie fanden unter anderem ein Gebäude, das anscheinend in seleukidischer Zeit als Staatsarchiv benutzt worden ist. 30.000 Siegelabdrücke in Ton konnten dort ausgegraben werden, fast alle in einem rein griechischen Stil gehalten. Das Gebäude ging anscheinend bei der parthischen Eroberung um 150 v. Chr. in Flammen auf. Grabungen haben zudem gezeigt, dass die Stadt von zwei Kanälen, einem in ost-westlicher und einem in nord-südlicher Richtung, durchkreuzt wurde.
Selbst die Identifizierung der Ruinen von Ktesiphon ist umstritten. Genau neben Seleukeia befindet sich eine große runde Stadtanlage, die meist als Ktesiphon bezeichnet wird. Deutsche Ausgrabungen an dem Ort haben bisher nur partherzeitliche Grabanlagen, jedoch keine parthischen Siedlungsschichten zu Tage gefördert. Italienische Ausgrabungen fanden ein Handwerkerviertel. Alle hier gefundenen Siedlungsreste datieren in die Zeit der Sassaniden, darunter befinden sich auch die Reste einer frühchristlichen Kirche. Diese Stadt (oder dieser Stadtteil) ist daher mit Veh-Ardaschir, einer Gründung von Ardaschir I. identifiziert worden. Ein endgültiger Beweis für diese Identifizierung steht jedoch noch aus. Dies gilt auch für Antiocheia Chosroou bzw. Weh Antiok Chosrau (Rumagan), einen Stadtbezirk, in dem um 540 römische Kriegsgefangene angesiedelt wurden und der bis heute nicht identifiziert werden konnte. Dass sich der Lauf des Tigris in der Vergangenheit wiederholt verändert hat, verkompliziert die Lage zusätzlich. Viele antike Bauten dürften zerstört oder unter meterdicken Sedimentschichten begraben worden sein.
Etwas nördlich der runden Stadtanlage von Veh-Ardaschir fanden sich bei irakischen Grabungen frühislamische Häuser, die teilweise reich mit Stuckaturen dekoriert waren und ein gehobenes Wohnniveau noch für diese Zeit belegen.

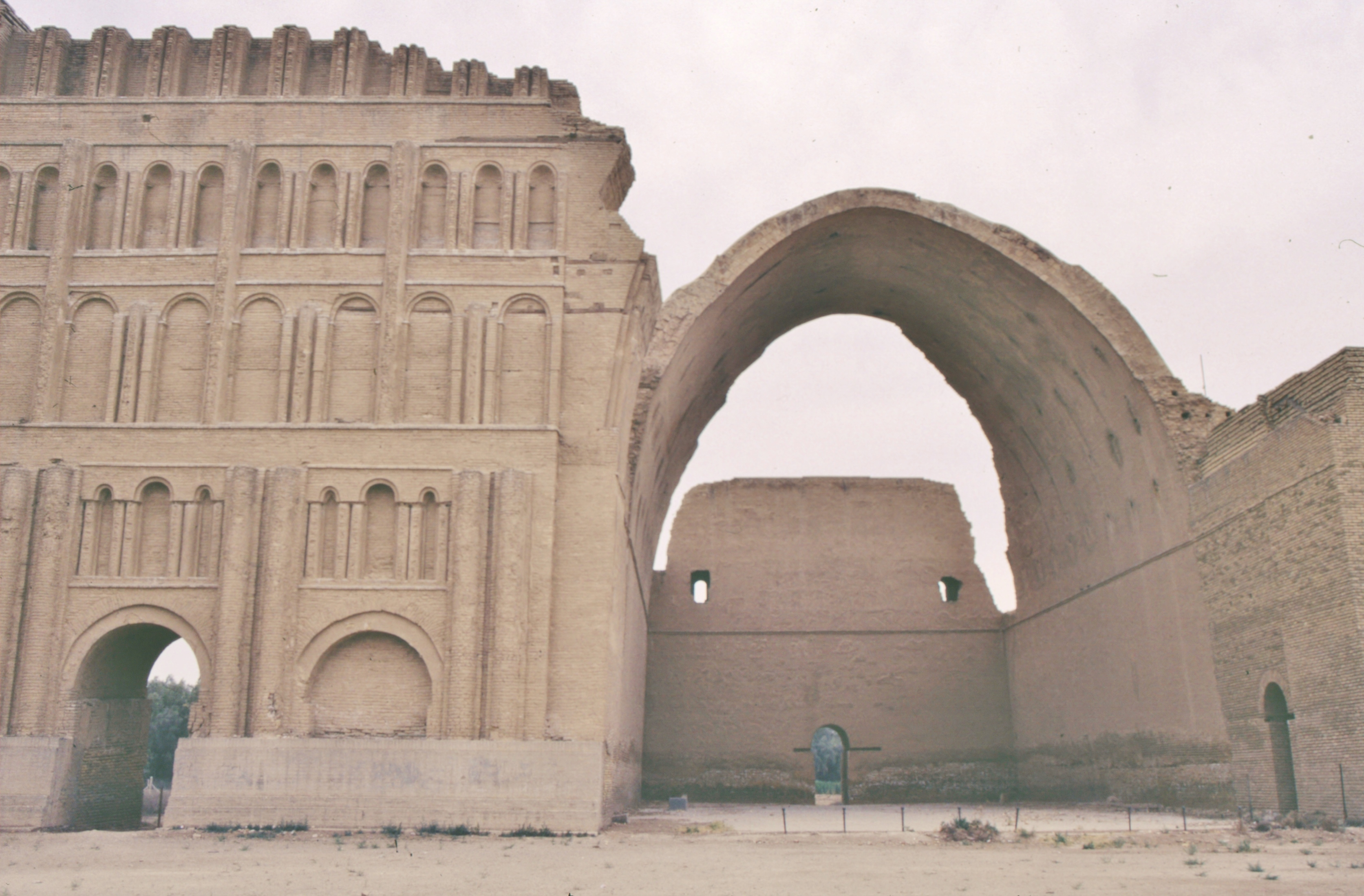
Der Taq-e Kisra im Jahr 1990

Die einzige heute zu sehende Ruine ist der sassanidische (wohl von Chosrau I. erbaute oder fertiggestellte) Palast Taq-e Kisra, der vor allem durch sein Gewölbe bemerkenswert ist. Der Palast liegt in einem Siedlungsgebiet außerhalb der großen runden Stadtanlage.